# Roussea
Roussea, monotipski  biljni rod iz porodice Rousseaceae. Jedina vrsta je R. simplex, grmovita penjačica ili lijana porijeklom iz planinskih šuma Mauricijusa i smatra se 'botaničkom neobičnošću'.. Zabilježene su samo dvije male populacije. 
R. simplex-ov jedini poznati oprašivač je rijedak, endemski mauricijuski gmaz Phelsuma cepediana. Ovaj šareni gmaz penje se na biljku kako bi došao do cvijeća i hranio se obilnim nektarom, oprašujući cvijeće u tom procesu.

## Sinonimi
- Rousseauvia Bojer